# Hakaharpalus
Hakaharpalus is een geslacht van kevers uit de familie van de loopkevers (Carabidae). De wetenschappelijke naam van het geslacht is voor het eerst geldig gepubliceerd in 2005 door Larochelle & Lariviere.

## Soorten
Het geslacht Hakaharpalus omvat de volgende soorten:
- Hakaharpalus cavelli (Broun, 1893)
- Hakaharpalus davidsoni Larochelle & Lariviere, 2005
- Hakaharpalus maddisoni Larochelle & Lariviere, 2005
- Hakaharpalus patricki Larochelle & Lariviere, 2005
- Hakaharpalus rhodeae Larochelle & Lariviere, 2005